# Peter Dalhuijsen
Peter Dalhuijsen is een Nederlandse pokerspeler. Zijn officiële toernooiresultaten overstijgen $400.000,-. Dalhuijsen is medeoprichter van pokerwebsite PokerCollege, waarop hij bijdraagt met reisverhalen onder de titel Dal Speaks. Tevens is hij columnist voor Poker Magazine en voor de site CardPlayer Europe. In 2007 veroverde Dalhuijsen de titel Nederlands Kampioen poker.